# David Pettersson
David Pettersson (* 21. Januar 1994) ist ein schwedischer Volleyball-Nationalspieler. Der Mittelblocker wurde schwedischer und finnischer Meister und stand zweimal im deutschen Pokalfinale.

## Karriere
Pettersson begann seine Karriere bei VVK Österåker. Anschließend spielte er in der Mannschaft der Sportschule RIG Falköping. Von dort wechselte er 2013 zu Falkenbergs VBK. Mit dem Verein gewann er 2014 die schwedische Meisterschaft. 2015 verließ der Mittelblocker seine Heimat und ging zum belgischen Erstligisten VBC Waremme. Ein Jahr später wechselte der schwedische Nationalspieler innerhalb der belgischen Liga zu Volley Haasrode Leuven.
2017 wurde er vom deutschen Bundesligisten Volleyball Bisons Bühl verpflichtet. Mit dem Verein erreichte er das Finale im DVV-Pokal 2017/18, das die Mannschaft gegen den VfB Friedrichshafen verlor. In der Bundesliga wurde Bühl Achter der Hauptrunde und schied im Playoff-Viertelfinale ebenfalls gegen Friedrichshafen aus. Nach der Saison wechselte Pettersson zum schwedischen Erstligisten Hylte Halmstad VBK. 2019 wurde er vom finnischen Verein Valepa Sastamala verpflichtet. In der Saison 2019/20 unterlag er mit Sastamala in der zweiten Qualifikationsrunde der Champions League. In der Saison 2020/21 schied der Verein sowohl in der Champions League als auch im CEV-Pokal jeweils in der ersten Runde aus. Anschließend gewann Pettersson mit Sastamala die finnische Meisterschaft. Danach wechselte der Mittelblocker zum deutschen Bundesligisten SWD Powervolleys Düren. Der DVV-Pokal 2021/22 endete für ihn mit Düren im Viertelfinale. Im Playoff-Halbfinale schied Düren ebenfalls gegen den VfB Friedrichshafen aus und wurde damit wieder Dritter. In der Saison 2022/23 spielte Pettersson mit den SWD Powervolleys in der Gruppenphase der Champions League. Im DVV-Pokal 2022/23 erreichte er mit seiner Mannschaft das Finale, das in Mannheim gegen die Berlin Recycling Volleys verloren ging. Die Bundesliga-Saison endete für Düren im Playoff-Halbfinale ebenfalls gegen Berlin. Danach verließ der Mittelblocker den Verein mit unbekanntem Ziel.